# 龍運巴士A34線
龍運巴士A34線是一條香港機場巴士路線，由龍運巴士營辦，來往洪水橋（洪元路）及機場（地面運輸中心），途經藍地、兆康苑、欣田邨、菁田邨、和田邨、寶田邨、田景／良景、大興邨、山景邨、龍門居、蝴蝶灣、屯門赤鱲角隧道及港珠澳大橋香港口岸。
此路線於屯門至赤鱲角連接路通車翌日（即2020年12月28日）開辦，並取代原有之A33P線，以及A33X線於屯門西北之服務範圍；而此線開辦後，與A33及A33X線成為收費最便宜的機場特快巴士路線，只需$15.7。

## 歷史
為配合屯門至赤鱲角連接路通車，運輸署於2020年6月推出巴士路線重組方案於區議會諮詢，屆時原有之A33X線將改經虎地、新墟，而屯門西北、連同只有一班A33P線服務之洪水橋至藍地一段，則由新全日路線A34取代，以加強機場巴士之覆蓋。
- 2020年12月28日：A34線投入服務。[4][5]

- 2021年2月1日：每天06:05由洪水橋開出及17:35由機場開出的班次繞經航展道，並增停「機場博覽館」巴士站。

- 2021年8月1日：繞經機場博覽館班次於航天城東路增設「香港天際萬豪酒店」及「航天城交匯處」站。

- 2022年1月23日：往機場方向增停欣寶路「塘亨路」站。

- 2023年5月8日：往機場方向增設青山公路–洪水橋段「尚城」站[6]。

- 2023年9月17日：來回方向繞經港珠澳大橋香港口岸。[7]

## 服務時間（詳細班次）
| 每日洪水橋（洪元路）開 | 每日洪水橋（洪元路）開 | 每日洪水橋（洪元路）開 | 每日洪水橋（洪元路）開 | 每日洪水橋（洪元路）開 | 每日洪水橋（洪元路）開 |
| ---------------------- | ---------------------- | ---------------------- | ---------------------- | ---------------------- | ---------------------- |
| 05:20                  | 06:05                  | 06:20                  | 06:40                  | 07:00                  | 07:25                  |
| 07:50                  | 08:15                  | 08:40                  | 09:05                  | 10:05                  | 11:05                  |
| 12:05                  | 12:35                  | 13:05                  | 13:35                  | 14:05                  | 15:05                  |
| 16:05                  | 17:05                  | 18:05                  | 19:05                  | 20:05                  | 20:55                  |
| 21:45                  | 22:30                  |                        |                        |                        |                        |

| 每日機場（地面運輸中心）開 | 每日機場（地面運輸中心）開 | 每日機場（地面運輸中心）開 | 每日機場（地面運輸中心）開 | 每日機場（地面運輸中心）開 | 每日機場（地面運輸中心）開 |
| -------------------------- | -------------------------- | -------------------------- | -------------------------- | -------------------------- | -------------------------- |
| 09:00                      | 09:45                      | 10:45                      | 11:45                      | 12:45                      | 13:45                      |
| 14:45                      | 15:45                      | 16:15                      | 16:40                      | 17:00                      | 17:20                      |
| 17:35                      | 17:55                      | 18:15                      | 18:40                      | 19:10                      | 19:40                      |
| 20:40                      | 21:40                      | 22:40                      | 23:10                      | 23:35                      | 00:00                      |

特別班次（兆康路 → 機場）
- 每日：05:10、06:00

青字班次繞經機場博覽館

## 收費
- 全程：$15.7
  - 蝴蝶灣往洪水橋（洪元路）：$6.8

| - 本線設有12歲以下小童及65歲或以上長者半價優惠。 - 本線不設長者及殘疾人士每程$2.0的票價優惠；12至64歲殘疾人士如使用「殘疾人士身份」個人八達通，以及60至64歲香港居民使用「樂悠咭」繳付車資，會以全費計算。 - 乘客可以現金或八達通於上車時付款，不設找續。 - 每位成人乘客可免費攜帶最多兩名4歲以下而不佔座位的兒童乘客乘車，超額之4歲以下小童必須繳付小童車費乘車。 - 持有「九巴月票」之乘客在車票有效期內，乘搭機場「A」及「NA」線（包括本路線）可享原價二七折優惠（不會計算每天10次合資格車程）；而其他九龍巴士及龍運巴士路線則可每日可享合共最多10程（不包括B1線，但包括聯營路線的九龍巴士／龍運巴士提供的班次；惟B1線則每日可享最多各2程（不會計算每天10次合資格車程））。 - 九龍巴士、城巴、龍運巴士及陽光巴士全職員工及家屬（不包括外判職員）可免費乘搭本路線，惟必須拍職員或職員家屬八達通。 - 乘客亦可透過多元化電子支付系統（e度嘟）繳付車資，包括使用非接觸式VISA卡、JCB卡、萬事達卡、銀聯卡、美國運通、大來國際、Discover Card、Apple Pay、Google Pay、Samsung Pay、AlipayHK「易乘碼」、支付寶、WeChatHK／微信支付「搭車碼」、銀聯雲閃付「乘車碼」及BOC Pay「乘車碼」。使用此支付方式的乘客可享有中途下車之分段收費，以及與其他九巴／龍運獨營路線或聯營線九巴／龍運班次之轉乘優惠，惟不能享有與非九巴／龍運路線之轉乘優惠，亦不能享有「公共交通費用補貼計劃」。 |

### 八達通轉乘優惠
乘客登上本線後指定時間內以同一張八達通卡轉乘以下路線，或從以下路線登車後指定時間內以同一張八達通卡轉乘本線，次程可獲車資折扣優惠：
A34←→龍運E線
- A34往機場 → E33/E33P/E36/E37往機場或E36A往東涌，次程車資全免，於屯門赤鱲角隧道轉車站轉乘，轉乘時限為150分鐘
- E33/E33P往屯門、E36/E36A往元朗或E37往天水圍 → A34往洪水橋，回贈首程車資，於屯門赤鱲角隧道轉車站轉乘，轉乘時限為90分鐘

## 用車
本線現時共有6條字軌，唯不設掛牌車。本線主要使用亞歷山大丹尼士Enviro 500 MMC 豪華版（15XX／55XX）雙層巴士行走。

## 行車路線

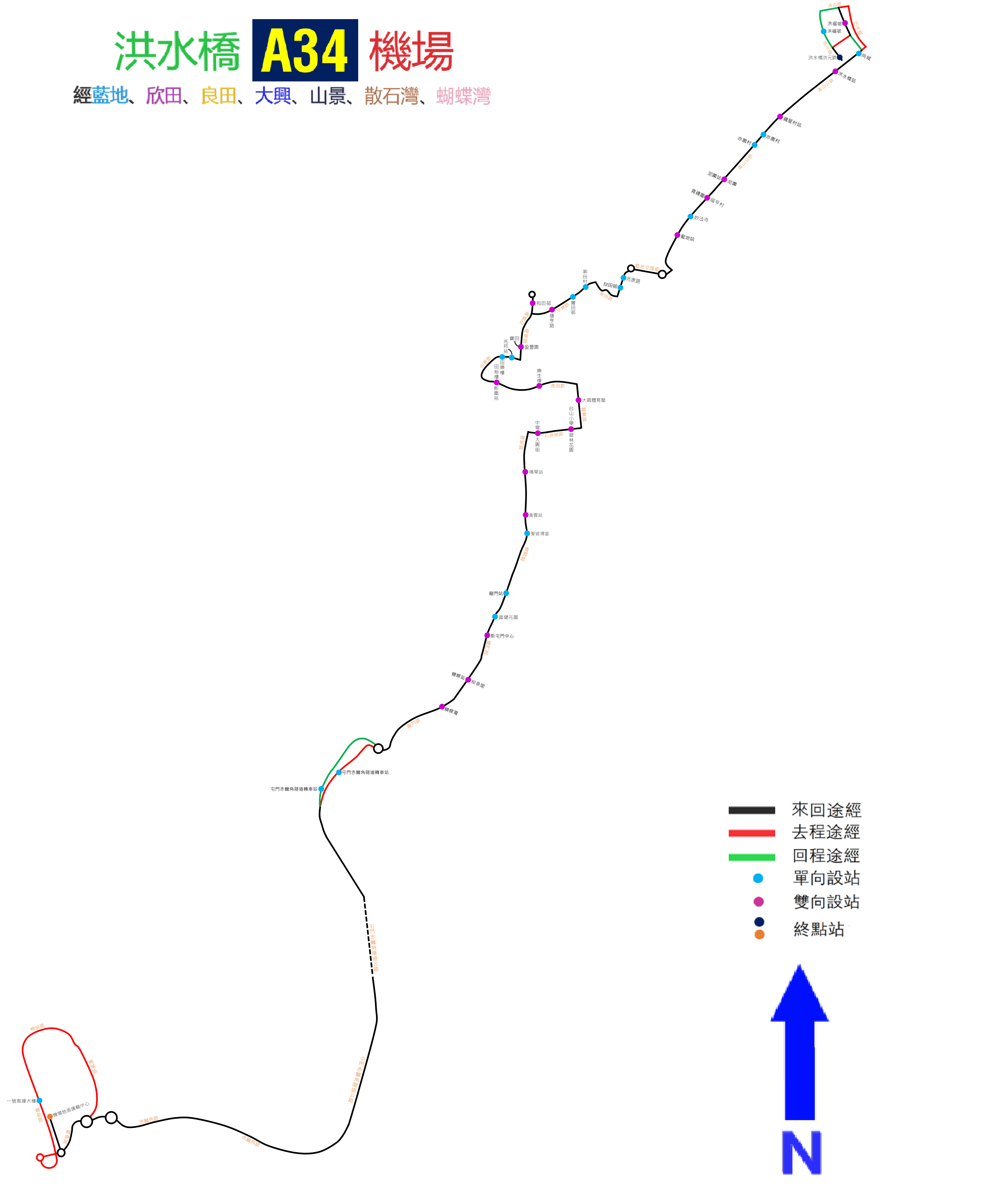
龍運巴士A34線的走線圖

洪水橋（洪元路）開經：洪元路、洪水橋田心路、洪天路、洪志路、洪天路、青山公路（洪水橋、藍地段）、藍地交匯處、青麟路、紫田路、欣寶路、興貴街（北行）、迴旋處、興貴街（南行）、鳴琴路、田景路、青田路、震寰路、石排頭路、鳴琴路、青雲路、龍門路、屯門赤鱲角隧道公路、赤鱲角路、順暉路、順匯路、赤鱲角路、東榮路、機場路、暢航路、機場路及暢連路。
機場（地面運輸中心）開經：暢連路、赤鱲角路、順暉路、順匯路、赤鱲角路、屯門赤鱲角隧道公路、龍門路、青雲路、鳴琴路、石排頭路、震寰路、青田路、田景路、鳴琴路、興貴街（北行）、迴旋處、興貴街（南行）、欣寶路、紫田路、青麟路、藍地交匯處、青山公路（藍地段、洪水橋段）、洪天路、洪志路及洪元路。
具體停站請參考資訊框。

## 爭議
此路線需繞經屯門西北多條屋邨，迂迴的路線設計受到批評。有洪水橋居民批評此線車程較相同總站出發往機場的A37線長10分鐘，認為在屯門區內太多彎位，有反胃感覺亦暈車浪，即使在交通暢順的情況下，仍然需時約40分鐘才能由洪水橋駛抵屯門赤鱲角隧道公路入口。洪福區議員陳樹暉質疑此線運作成效或不如現有服務，要求增設特快班次或作其他安排。
惟有線新聞於新路開通後首個工作日，再次進行兩線車程比較，發現A34較A37線快2分鐘抵達機場客運大樓。另外有網民在同日早上09:30分別乘坐A34以及A37線作車程比較，並製成縮時片段放上Youtube供網民欣賞，在交通暢順下A34仍較A37線快5分鐘抵達機場。

## 外部連結
- 龍運巴士A34線 －681巴士總站
- 龍運巴士A34線官方網站路線資料 （页面存档备份，存于）